# Fall from Grace (Death Angel album)
 (février 2018).
Si vous disposez d'ouvrages ou d'articles de référence ou si vous connaissez des sites web de qualité traitant du thème abordé ici, merci de compléter l'article en donnant les références utiles à sa vérifiabilité et en les liant à la section « Notes et références ».
Albums de Death Angel
Act III
(1990) The Art of Dying
(2004)
Fall from Grace est le quatrième album et le premier en live du groupe de thrash metal américain Death Angel, sorti en 1990. Il est enregistré le 9 juillet 1988 au Paradiso à Amsterdam (Pays-Bas).
Ce live est, en réalité, un bootleg non autorisé, issu de leurs deux premiers albums, publié et distribué illégalement par le label Enigma Records — alors qu'il vient de vendre le contrat le liant au groupe à Geffen Records —, sans accord des membres que ce soit sur le contenu, les crédits, le concept ou même la pochette.

## Liste des titres
| 1.    | Evil Priest         | Rob Cavestany, Mark Osegueda | 5:46 |
| 2.    | Why You Do This     | Cavestany, Osegueda          | 6:06 |
| 3.    | Mistress of Pain    | Cavestany                    | 4:27 |
| 4.    | Road Mutants        | Cavestany, Gus Pepa          | 4:01 |
| 5.    | Voracious Souls     | Cavestany, Osegueda          | 6:28 |
| 6.    | Confused            | Cavestany, Pepa              | 7:00 |
| 7.    | Bored               | Cavestany                    | 3:28 |
| 8.    | Kill as One         | Cavestany                    | 6:28 |
| 9.    | Guilty of Innocence | Cavestany                    | 4:37 |
| 10.   | Shores of Sin       | Cavestany, Pepa, Vain        | 5:12 |
| 11.   | Final Death         | Cavestany                    | 7:01 |
| 60:35 |                     |                              |      |

| Titre bonus - Édition Japon (Restless Records, 21 février 1991) et réédition États-Unis (1er juillet 1993) | Titre bonus - Édition Japon (Restless Records, 21 février 1991) et réédition États-Unis (1er juillet 1993) | Titre bonus - Édition Japon (Restless Records, 21 février 1991) et réédition États-Unis (1er juillet 1993) | Titre bonus - Édition Japon (Restless Records, 21 février 1991) et réédition États-Unis (1er juillet 1993) | Titre bonus - Édition Japon (Restless Records, 21 février 1991) et réédition États-Unis (1er juillet 1993) | Titre bonus - Édition Japon (Restless Records, 21 février 1991) et réédition États-Unis (1er juillet 1993) | Titre bonus - Édition Japon (Restless Records, 21 février 1991) et réédition États-Unis (1er juillet 1993) | Titre bonus - Édition Japon (Restless Records, 21 février 1991) et réédition États-Unis (1er juillet 1993) | Titre bonus - Édition Japon (Restless Records, 21 février 1991) et réédition États-Unis (1er juillet 1993) | Titre bonus - Édition Japon (Restless Records, 21 février 1991) et réédition États-Unis (1er juillet 1993) |
| No | Titre | Musique | Durée | | | | | | |
| --- | --- | --- | --- | --- | --- | --- | --- | --- | --- |
| 12. | 3rd Floor                                                                                                  | | 3:29 | | | | | | |
| 64:05 | | | | | | | | | |

## Crédits
| - Mark Osegueda : chant - Rob Cavestany : guitares - Gus Pepa : guitares, chœurs - Dennis Pepa : basse, chœurs - Andy Galeon : batterie | - Production : Edward Ka-Spel - Direction artistique : Pat Dillon - Artwork : Aaron Smith |